# Mariinskij-teatret
Mariinskij-teatret (russisk: Мариинский театр, tr. Mariinskij teatr) er et historisk teater og koncerthus i Sankt Petersborg med opførsler af opera og ballet. Mariinskij-teatret åbnede i 1860 og blev hurtigt det førende koncerthus i Rusland i sidste halvdel af 1800-tallet, hvor flere af de førende russiske komponister som Tjajkovskij, Musorgskij og Rimskij-Korsakov havde premiere på deres værker. Under det meste af sovjet-æraen hed teatret Kirov Teatret. I dag er Mariinskij-teatret hjemsted for Mariinskijballetten, Mariinskij-operaen og Mariinskijorkesteret. Leder af teatret siden 1988 er dirigenten Valerij Gergijev.

## Navn
Teatret er opkaldt efter zarina Maria Alexandrovna, der var hustru til zar Alexander 2.. Der er en buste af zarinaen i teatrets hovedfoyer. Teatret har gennem tiden haft forskellige navne, alt efter de politiske vinde, der har blæst i landet:
| Fra  | Til     | Russisk                                                              | Dansk                                                     |
| ---- | ------- | -------------------------------------------------------------------- | --------------------------------------------------------- |
| 1860 | 1920    | Императорский Мариинский театр                                       | Kejserlige Mariinskij Teater                              |
| 1920 | 1924    | Государственный академический театр оперы и балета                   | Statslige Akademiske Teater for Opera og Ballet           |
| 1924 | 1935    | Ленинградский государственный академический театр оперы и балета     | Leningrad Statslige Akademsike Teater for Opera og Ballet |
| 1935 | 1992    | Государственный академический театр оперы и балета имени С.М. Кирова | Kirov Statslige Akademiske Teater for Opera og Ballet     |
| 1992 | Present | Государственный aкадемический Мариинский театр                       | Statslige Akademiske Mariinsky Teater                     |

Teatrets bygning betegnes i daglig tale som Mariinskij Teatret. De forskellige kompagnier i teatret har bibeholdt navnet Kirov, der blev benyttet under sovjetæraen for at ære lederen af kommunistpartiet i Leningrad, Sergej Kirov (1886–1934).

## Oprindelse
De Kejserlige teater- opera- og ballettrupper i Sankt Petersborg blev grundlagt i 1783 på befaling af Katharina 2.. Inden da havde en italiensk ballettrup optrådt for det russiske hof fra begyndelsen af 1700-tallet. Ballet- og operaforestillinger blev opført på Karl Kniper-Teatret nær den nuværende Trebuebro ved Opstandelseskirken. Eremitageteatret, der var nabo til Vinterpaladset, blev benyttet til forestillinger for eliten inviteret af zarinaen.
En permanent teaterbygning for det nye kompagni af opera og ballet blev tegnet af den italienske arkitekt Antonio Rinaldi og blev indviet i 1783. Bygningen fik navnet Bolsjoj Kamenny Teatret (russisk: Большой Каменный Театр, dansk: ~ Det store Stenteater) og lå på en plads, der ved indvielsen fik navnet Teaterpladsen. Begge navne - "Kamenny" (russisk for "sten") og "Bolsjoj" (russisk for "stor") - blev valgt for at adskille det nye teater fra den gamle og mindre træbygning. I 1836 blev Bolsjoj Kamenny Teatret renoveret efter plan af arkitekten Albert Cavos og var herefter hjemsted for Mariinskijballetten og den Kejserlige opera.
Den 29. januar 1849 åbnede på Teaterpladsen det russiske Ryttercirkus, der også var tegnet af Albert Cavos. Den nye bygning var tegnet til også at kunne fungere som teater. Den nye cirkusbygning var opført i træ i den dengang moderne neo-byzantinske stil. Ti år senere brændte cirkusbygningen ned, og Albert Cavos stod for genopførelsen af et opera- og ballethus med den dengang største scene i verden. Med 1.625 pladser og et italiensk inspireret U-formet auditorium åbnede det nye teater den 2. oktober 1860 med en opførelse af Mikhail Glinkas opera Livet for zaren. Det nye teater blev døbt Mariinskij efter zarens hustru Marija Fjodorovna.

## Teatrets rolle som førende kulturinstitution
Mariinskijteatret og dets forløber, Bolsjoj Kamenny Teatret, havde premiere på mange operaer skrevet af Mikhail Glinka, Modest Musorgskij og Pjotr Ilitj Tjajkovskij. På begæring af teatrets direktør Ivan Vsevolozhskij blev både balletten og operaen flyttet til Mariinskijteatret i 1870 og 1886, da Bolsjoj Kamenny Teatret ikke blev anset for tilstrækkeligt sikkert. I Mariinskijteatret blev i slutningen af 1800-tallet opført flere mesterværker af koreografen Marius Petipa som Tornerose i 1890, Nøddeknækkeren i 1892, Raymonda i 1898 og den definitive opsætning af Svanesøen (med Lev Ivanov) i 1895.
Da teatret blev udset til hovedscene for den kejserlige ballet og opera i 1886, blev der foretaget en gennemgribende renovering. På befaling af zar Alexander III blev der afholdt en overdådig indvielsesfest med den første ballet skrevet til opførelse på Mariinskijtreatret, Petipas De Magiske Piller, med musik af Ludwig Minkus.
Andre verdenspremierer er Mussorgskijs opera Boris Godunov i 1874, Tjajkovskijs operaer Spar Dame i 1890 og Iolanta i 1892, Prokofjevs ballet Romeo og Julie i 1940 og Khatjaturjanss ballet Spartacus i 1956. Andre væsentlige produktioner omfatter Rimskij-Korsakovs opera Guldhanen i 1909 og Prokofjevs ballet Askepot i 1946 (med ballerinaen Natalya Dudinskaja).

## Mariinskijteatret i dag
Under chefdirigent Yuri Temirkanov (1976-1988) blev opført store innovative produktioner af både moderne og klassiske russiske operaer. Selvom operaen fungerede adskilt fra teatrets balletkompagni, har begge afdelinger siden 1988 været under ledelse af Valerij Gergijev, der er kunstnerisk direktør for hele teatret.
Efter Sovjetunionens opløsning trådte operakompagniet ind i en ny æra. Gergijevs har haft betydelig indflydelse i transformationen af operakompagniet og har etableret kontakter og samarbejder med mange af verdens førende operahuse, herunder Royal Opera House, Covent Garden, Metropolitan Opera, Opéra Bastille, La Scala, La Fenice, Israels Opera, Washington National Opera og San Francisco Opera. Operakompagniet ved Mariinskij-teatret giver jævnligt gæsteoptrædener ved disse operaer.
Gergijev har også været innovativ i forhold til russisk opera: i 1989 blev arrangeret en Musorgskij-festival med fremførelse af Musorgskijs samlede operaværker. Tilsvarende har mange af Prokofjevs operaer været opført siden slutningen af 1990'erne. Operaer af ikke-russiske komponister blev begyndt at blive opført på originalsprogene, hvilket hjalp operakompagniet til at kunne inkorporere internationale tendenser. Gergijev stod endvidere i 1993 bag etableringen af den årlige Hvide Nat Festival i Sankt Petersborg, hvilket ligeledes udbyggede teatrets position på den internationale operascene.
I dag tæller kompagniet 22 sopraner, 13 mezzo-sopraner, 23 tenorer, otte barytoner og 14 basser samt en række scenemedarbejdere og administrative medarbejdere.

### Mariinskj-teatrets Koncerthus
Det nærliggende koncerthus under Mariinskij-teatret er tegnet af den franske arkitekt Xavier Fabre og rummer 1.100 tilskuerpladser. Koncerthuset åbnede i foråret 2007.

### Pladeselskab
I 2009 grundlagde Mariinskij-teatret sit eget pladeselskab. Pladeselskabet ledes af de samme medarbejdere, der driver det britiske LSO Live label i London. Alle indspilninger er optaget i det nye koncerthus og udgives på Super Audio CD og som download. Pladeselskabet har udgivet værker af Rachmaninov (klaverkoncert nr. 3), Stravinskij, Tjajkovskij m.fl.

## Mariinskijteatret Scene 2
I 2013 åbnedes en ny scene på Mariinskij-teatret i en nyopført bygning, der komplementerer de eksisterende scener.
Den nye scene er tegnet af det canadiske arkitektfirma Diamond and Schmitt Architects i samarbejde med det lokale arkitektfirma KB ViPS Architects og rummer 2.000 tilskuerpladser.